# Juan Fernández-öarna

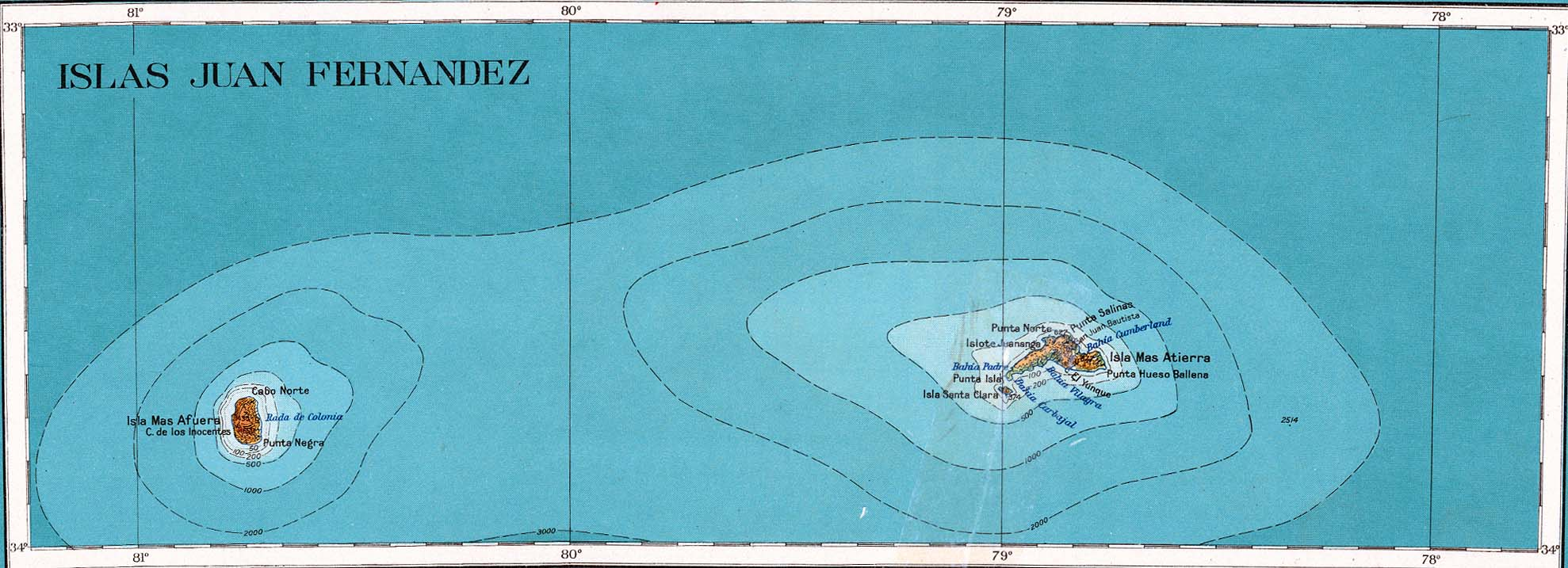
Karta över Juan Fernández-öarna.

Juan Fernández-öarna eller Juan Fernández-arkipelagen (spanska Archipiélago Juan Fernández) är en liten ögrupp i sydöstra Stilla havet som tillhör Chile. Befolkningen uppgår till cirka 600 invånare där de flesta bor i huvudorten San Juan Bautista vid Cumberlandbukten på huvudöns norra del. Öarna utgör en egen "comuna" (Juan Fernández) i provinsen Valparaíso varifrån även Påskön förvaltas.

## Geografi
Juan Fernández-öarna ligger cirka 660 kilometer utanför Chiles kust väster om staden Valparaíso. 
Ögruppen är av vulkaniskt ursprung och har en areal om cirka 183 km² och består av tre större öar:
- Isla Robinson Crusoe, cirka 93 km², huvudön
- Isla Santa Clara, cirka 5 km², cirka 1,5 km sydväst om huvudön
- Isla Alejandro Selkirk, cirka 85 km², cirka 181 km väster om huvudön
- samt ytterligare småöar främst Islote Juananga strax norr om huvudön.

Den högsta höjden är Cerro de Los Inocentes på cirka 1 320 m ö.h. och finns på Isla Alejandro Selkirk. Ögruppen blev naturreservat "Parque Nacional Archipiélago de Juan Fernández" 1935, och är sedan 1977 av Unesco utsedd till biosfärområde.

## Historia
Juan Fernández-öarna upptäcktes den 22 november 1574  av den spanske sjöfararen Juan Fernández och namngavs först "Isla Más A Tierra" (nuvarande Isla Robinson Crusoe), "Islote de Santa Clara" (nuvarande Isla Santa Clara) och "Isla Más Afuera" (nuvarande Isla Alejandro Selkirk). Under 1600-talet och 1700-talet användes öarna som läger av pirater i området. I augusti 1704 anlände det brittiska fartyget "Cinque Ports" med den skotske sjömannen Alexander Selkirk till ön där denne efter en dispyt med fartygets kapten valde att bli landsatt på "Isla Más A Tierra". Selkirk levde sedan ensam i över 4 år på den obebodda ön tills han 1709 räddades av de brittiska fartyget "Duke" under kapten Woodes Rogers. Selkirk blev sedermera förebilden till Daniel Defoes bok från 1719 om "Robinson Crusoe".
Senare under 1700-talet använde Spanien öarna som straffkoloni. 1818 blev öarna en del av Chile och 1877 påbörjades koloniseringen av öarna.
1915 under första världskriget utspelades ett sjöslag utanför öarna vid Cumberlandbukten mellan tyska krigsfartyget "SMS Dresden" och brittiska "HMS Glasgow", "HMS Orakan" och "HMS Kent". Under bataljen sjönk "Dresden" och bland dem som kunde rädda sig på Isla Robinson Crusoe fanns även en viss Wilhelm Canaris som senare skulle bli chef för den tyska underrättelsetjänsten.
1966 ändrades namnen till Isla Robinson Crusoe och Isla Alejandro Selkirk. Den 30 juli 2007 blev Juan Fernández-öarna tillsammans med Påskön ett "territorio especial" (särskilt territorium) inom Chile.

### Fotnoter
1. ↑  World Statesmen (läst 3 april 2011)